# FC Tirsense
Futebol Clube Tirsense is een Portugese voetbalclub uit Santo Tirso. De club werd opgericht in 1938. De thuiswedstrijden worden in het Abel Alves de Figueiredo gespeeld, dat plaats biedt aan 10.000 toeschouwers.

## Erelijst
- Liga de Honra

Winnaar (1): 1994
- Tweede divisie

Winnaar (1): 1970